# شهرستان زبید
ناحیهٔ زبید (به عربی: مدیریة زبید) یک ناحیه در یمن است که در استان حدیده واقع شده‌است.
ناحیهٔ زبید ۱۵۵٬۵۸۵ نفر جمعیت دارد.